# Yahapé
Yahapé is een plaats in het Argentijnse bestuurlijke gebied Berón de Astrada in de provincie Corrientes. 